# Rio Adelaide
Rio Adelaide är ett vattendrag i Brasilien.   Det ligger i delstaten Paraná, i den södra delen av landet, 1 200 km sydväst om huvudstaden Brasília.
Omgivningarna runt Rio Adelaide är en mosaik av jordbruksmark och naturlig växtlighet. Runt Rio Adelaide är det glesbefolkat, med 19 invånare per kvadratkilometer.